# 알아즈하르의 대이맘
알아즈하르의 대이맘(아랍어: الإمام الأكبر)은 알아즈하르의 대셰흐(아랍어: شيخ الأزهر الشريف)로도 알려져 있다. 현재는 아흐메드 알타예브가 직책을 수행 중이다. 알아즈하르의 이맘은 명망있는 수니파 이슬람 학자 중에서 선출된다.
이맘은 피끄흐와 같은 수니파 이슬람 신자의 사상과 이슬람 법학 분야에서 전 세계적으로 권위를 가지고 있다고 불린다. 알아즈하르 모스크와 알아즈하르 대학교의 감독과 확장을 맡고 있으며, 대무프티와 함께 공식적인 이슬람의 해석 문제에 대해서 책임을 갖는다.

## 명칭의 역사
알아즈하르의 대이맘이라는 직책은 공식적으로 1961년부터 신설되었다. 그러나 14세기부터 알아즈하르의 수장은 알아즈하르의 무프티라는 칭호를 부여받았고, 이후에는 알아즈하르의 나지르라고 불렸다. 그리고 오스만 제국 시기에 알아즈하르의 대셰흐라고 불렸던 것이 오늘날까지 지속되고 있다.

## 역대 대이맘
1. 무함마드 알카라쉬(1679년 - 1690년)
2. 이브라힘 알바르마위(1690년 - 1694년)
3. 무함마드 알나샤르티(1694년 - 1708년)
4. 압드 알바키 알카리니(1708년 - ?년)
5. 무함마드 샤난(?년 - 1721년)
6. 이브라힘 알파유미(1721년 - 1725년)
7. 압둘라 알슈브라위(1725년 - 1758년)
8. 무함마드 알히프나위(1758년 - 1767년)
9. 암브 알라우프 알사지니(1767년 - 1768년)
10. 아흐메드 알아루시(1778년 - 1793년)
11. 압둘라 알샤르카위(1793년 - 1812년)
12. 무함마드 알샤나와니(1812년 - 1818년)
13. 무함마드 알아루시(1818년 - 1829년)
14. 아흐메드 알담후지(1829년 - 1830년)
15. 하산 알아타르(1830년 - 1834년)
16. 하산 알 쿠와시니(1834년 - 1838년)
17. 아흐메드 알사임 알사프티(1838년 - 1847년)
18. 이브라힘 알바주리(1847년 - 1860년)
19. 무스타파 알아루시(1864년 - 1870년)
20. 무함마드 알마흐디(1870년 - 182년)
21. 샴 알딘 무함마드 알임바디(1882년 - 1895년)
22. 하순나흐 알나와위(1895년 - 1900년)
23. 압드 알라흐만 알 쿱 알나와위(1900년 - 1900년)
24. 살림 알비쉬리(1900년 - 1904년)
25. 알리 알비블라위(1904년 - 1905년)
26. 압드 알라흐만 알쉬르비니(1905년 - 1909년)
27. 하산누 알나와위(1909년 - 1917년)
28. 무함마드 알지자위(1917년 - 1927년)
29. 무함마드 알마라히(1927년 - 1929년)
30. 무함마드 알자와히리(1929년 - 1935년)
31. 무스타파 알마라히(1935년 - 1945년)
32. 무스타파 압드 알리크(1945년 - 1947년)
33. 무함마드 마문 알신나위(1947년 - 1950년)
34. 압드 알마지드 살림(1950년 - 1951년)
35. 이브라힘 함루쉬(1951년 - 1952년)
36. 압드 알마지드 살림(1952년 - 1952년)
37. 무함마드 알카디 후세인(1952년 - 1954년)
38. 압드 알라흐만 타즈(1954년 - 1958년)
39. 마흐무드 살투(1958년 - 1963년)
40. 하산 마모운(1963년 - 1969년)
41. 무함마드 알파흐함(1969년 - 1973년)
42. 압둘 할림 마흐무드(1973년 - 1978년)
43. 무함마드 압드 알라흐만 비샤르(1978년 - 1982년)
44. 가드 알하크(1982년 - 1996년)
45. 무함마드 사위드 탄타위(1996년 - 2010년)
46. 아흐메드 알타예브(2010년 - )